# Julije Meštrović
Julije Meštrović (Split, 10. srpnja 1959.) hrvatski je liječnik, pedijatar i sveučilišni profesor.

## Obrazovanje i stručno usavršavanje
Diplomirao je na Medicinskom fakultetu Sveučilišta u Zagrebu. Specijalizaciju iz pedijatrije nadopunio je stručnim usavršavanjem u rimskim bolnicama Gemelli i Bambino Gesu, te bolnicama u Manchesteru, Newcastleu i Ljubljani.

## Akademska karijera
Od 1998. djeluje kao izvanredni profesor na Medicinskom fakultetu u Splitu. Autor je 16 znanstvenih radova citiranih u međunarodnim znanstvenim časopisima te više od 50 kongresnih priopćenja. Suautor je šest knjiga i sudionik brojnih znanstvenih projekata.

## Stručne funkcije i društveni angažman
Obnašao je dužnost glavnog urednika časopisa Signa Vitae te urednika Central European Journal of Medicine. Bio je predsjednik i dopredsjednik Hrvatskog pedijatrijskog društva te potpredsjednik Europskoga pedijatrijskog društva (European Paediatric Association), u kojemu je 2019. izabran za tajnika.

## Upravljačka uloga
Od 2018. do 2023. bio je ravnatelj KBC-a Split, u kojemu je pokrenuo infrastrukturne projekte poput novog objedinjenog hitnog bolničkog prijema, heliodroma i kirurškog bloka. Nakon odlaska u mirovinu 2023. preuzeo je vodstvo mobilnog palijativnog tima Doma zdravlja Splitsko-dalmatinske županije.

## Priznanja
Nositelj je Spomenice Domovinskog rata te priznanja za najboljeg nastavnika Medicinskog fakulteta u Splitu prema ocjenama studenata.